# 舒兰市

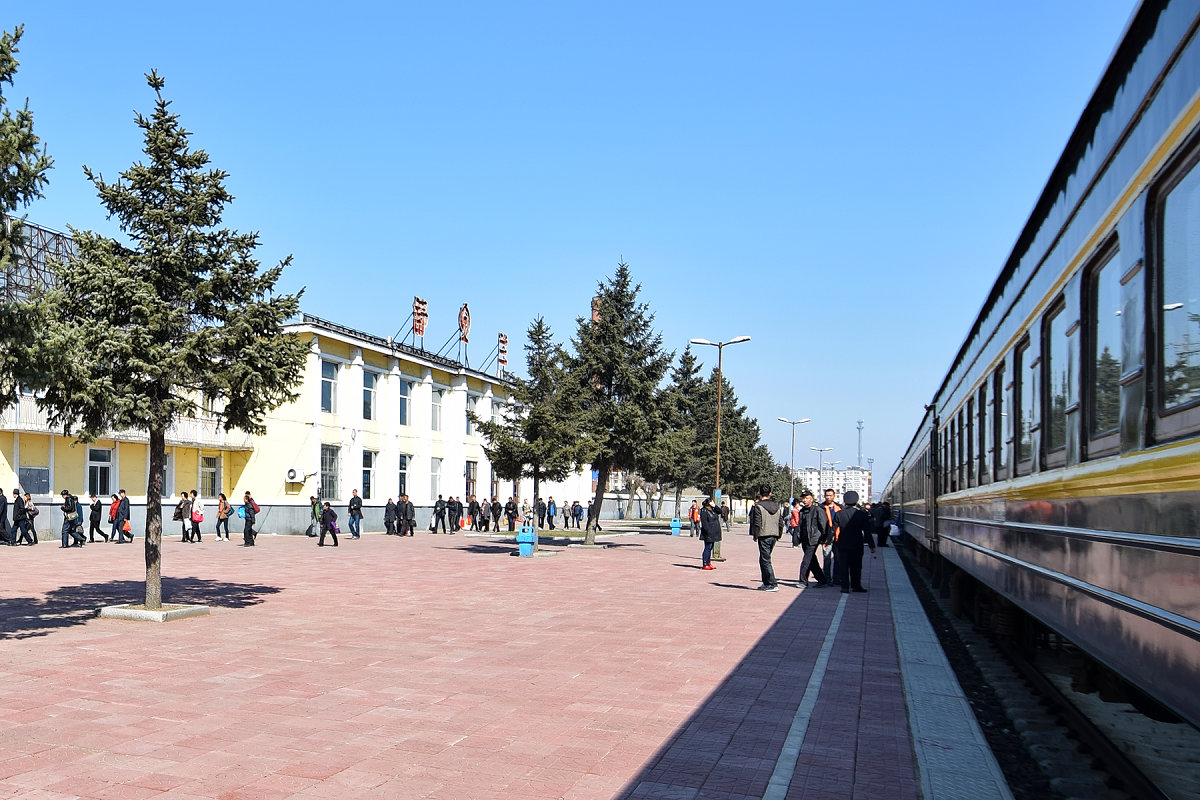
舒兰火车站

舒兰市是吉林省吉林市下辖的县级市。是吉林省重要的水稻主产区。市政府驻滨河街道。

## 地理位置
舒兰市为省辖县级市，地处长白山余脉向松嫩平原过渡地带，位于北纬43°51′至44°38′，东经126°24′至127°45′，南接风景秀丽的吉林市，北联黑龙江省省会哈尔滨市，西隔松花江与吉林省省会长春市相望，周边分别与吉林省蛟河市、九台市、榆树市以及黑龙江省五常市接壤。 舒兰市地处两省三市交汇处，位于东北亚经济圈的中心地带，“中国长吉图开发开放先导区”腹地。

## 生态环境
舒兰市位于长白山区向松辽平原过渡地区。一般海拔170~220米。年均气温4.3摄氏度，年均降雨 683毫米，相对湿度69%，年无霜期140天，年有霜期225天，主导风向南风频率19%，南西南风频率13%。耕地集中，土地肥沃，适宜水稻、旱粮农事耕作，是全市重要的农业经济区。土壤有明显的带状和垂直分布特征。植物属于长白山植物区系。植被区划属于温带针阔混交林区域的长白山红松、杉、冷杉针阔混交林区。

## 自然资源

### 水能资源
舒兰市水资源总量10.91亿立方米，其中：地表水10.83亿立方米，地下水2.32亿立方米，重复利用量2.24亿立方米。舒兰市境内地表水总量为10.83亿立方米。境内水系发达，河流众多，集水面积在20平方公里以上的河流有57条，主要水系有细鳞河、拉林河、第二松花江等。蓄水工程：全市有各类蓄水工程439座，其中大型水库1座，中型水库5座，总库容37136万立方米，正常库容16281万立方米。

### 电力资源
舒兰市境内建有220千伏变电站1座，主变容量为2 X 9万千伏安。66千伏变电站19座，主变容量为25.78万千伏安，线路长417.925公里。其中，舒兰市供电中心管辖66千伏变电站2座，变电站容量为8.3万千伏安，线路长165.505公里。舒兰市供电公司管辖66千伏变电站17座，变电容量为17.48万千伏安，线路长252.42公里。2019年，最大负荷为9.08万千瓦，年售电量4.767亿千瓦时。舒兰市境内地下水资源量为2.32亿立方米，地下水含水层为松散岩类孔隙水、碎屑岩类孔隙裂隙水及基岩裂隙水。

### 动物资源
舒兰市辖区内野生动物十分丰富，国家重点保护的野生动物：一级4种：紫貂、虎（活动区）、东方白鹳、黑鹳；二级9种：黑熊、黄喉貂、猞猁、马鹿、鹰类、隼类、天鹅、白鹤、花尾榛鸡。舒兰市分布的国家保护的有益的或者有重要经济、科学研究价值的陆生野生动物合计318种，其中兽纲20种（刺猬、野猪、狍等）、鸟纲272种（苍鹭、绿鹭、草鹭等）、两栖纲15种（东北小鲵、中华蟾蜍、中国林蛙等）、爬行纲11种（北草蜥、团花锦蛇、棕黑锦蛇等）。

### 植物资源
舒兰市地被植物以蕨类、山茄子、苔草、嵩类为主，藤本植物有山葡萄、五味子、软枣猕猴桃等。舒兰市经济植物品种多，利用价值高。药用植物有119科600余种，其中常用药材265种。名贵药材有人参、天麻、川贝等;山菜有蕨菜、广东菜、猴腿、刺嫩芽、柳、刺五加等；野生菌类资源有猴头菇、木耳、灵芝、猪苓、榛蘑、元蘑、榆黄蘑等。

### 森林资源
舒兰全市有林地面积238021公顷，森林蓄积量30168789立方米，森林覆盖率52.3%，主要树种有红松、水曲柳、椴树、胡桃楸、柞树等。

### 煤炭资源
煤炭探明基础储量2.11亿吨，煤种以褐煤为主。深部有长焰煤，是国家重要煤炭生产基地之一。新发现的水曲柳煤田探明储量1.12亿吨，煤质为长焰煤，发热量22.84—27.20兆焦/千克，平均24.30 兆焦/千克，开发潜力巨大。

### 钼
已探明钼金属储量71.03万吨，主要分布在小城镇季德屯、开原镇存粮堡、七里乡长安堡等地区。其中开原镇存粮堡钼金属储量29.8万吨，平均品位0.141%；小城镇季德屯钼金属储量33.69万吨，平均品位0.078%；七里乡长安堡金属储量7.54万吨，平均品位0.13%。

### 球粘土
球粘土已探明资源储量9709.7万吨，以可塑性高、粘结力强、颗粒组成细、烧结范围宽等特点著称于国内外，被专家学者定名为“中国粘土”，水曲柳镇被誉为“中国软质球粘土之乡”。

### 玄武岩
资源储量567万立方米。主要分布于吉舒街道大石顶子和小石顶子两处。玄武岩为次玄武岩，新鲜面灰黑色，呈斑状结构，基质为间粒结构，斑晶为橄榄石、辉石，颗粒状、柱状，半自动晶。粒度0.5-1.5mm，含量5%+；基质由斜长石、辉石、橄榄石、磁铁矿组成，粒度小于0.1mm，含量95%。

### 花岗岩
花岗岩资源储量约2亿立方米。主要分布在上营镇、开原镇、小城镇、莲花乡、亮甲山乡等地。花岗岩为酸性深层花岗岩石，经多次物理性能指标测试为我国花岗岩中之上品，质地坚硬、色泽独特，可用于板材、异型材、雕刻等加工。

### 矿泉水
主要分布于经济开发区、吉舒街道东富、环城街道等地，属偏硅酸重碳酸钙型淡矿泉水，含有锶、锂、钴、锌、铜、钼、硒、锰等10多种人体必需的微量元素，低钠、低矿化度、高锌、高锶是本地矿泉水的主要特点。

## 行政变迁
宣统元年二月十九日（1909年4月9日），东三省总督锡良上奏，称“吉林土地辽阔，难以治理，要求设立一个县，命名为舒兰县”。1910年1月4日，吉林府派人成立设治局，由设治委员管理境内事宜。宣统二年三月壬戌（1910年4月27日），析吉林府北境，五常府南境，设置舒兰县，属吉林省西南路道，设治局撤销。1929年废除道制，舒兰县属省直辖。满洲国时期，满洲国在舒兰县建立政府。1945年日本投降后，国民党政府在舒兰县建立治安维持会，同年12月18日中国共产党东北民主联军占领舒兰县，舒兰县归吉林省直辖。1946年7月，舒兰县归吉北行政督察专员公署所辖。1948年7月15日，撤销吉北行政督察专员公署，舒兰县归吉林省直辖。1958年6月，吉林省委决定设立6个行政区，舒兰县属吉林市管辖。1966年1月10日，舒兰县属永吉专区管辖。1969年2月23日，永吉专区撤销，舒兰县属吉林市管辖。1992年10月8日，经国务院批准，舒兰县改为舒兰市，由吉林省直管，吉林市代管。1986年，舒兰县设7镇16乡，即舒兰镇、吉舒镇、白旗镇、朝阳镇、平安镇、上营镇、水曲柳镇、法特乡、莲花乡、亮甲山乡、溪河乡、二道河乡、小城乡、新安乡、开原乡、七里乡、青松乡、凤凰乡、榆树沟乡、金马乡、天德乡、庆丰乡、舒郊乡，下辖325个村1177个自然屯，20个街道办事处，55个居民委员会。1993年9月1日，撤销舒兰镇，设舒兰街道。1995年7月1日，撤销舒兰街道，成立北城街道、南城街道、环城街道。9月，撤销吉舒镇，设立星城街道、煤城街道和东富管理区。1996年，法特乡、溪河乡、小城乡、金马乡撤乡设镇。1999年，撤销星城街道、煤城街道和东富管理区，成立吉舒街道。2000年11月，七里乡与凤凰乡合并为七里乡，新安乡与榆树沟乡合并为新安乡。2001年，设立舒兰市经济技术开发区。2002年，开原乡撤乡设镇。

## 行政区划
舒兰市下辖5个街道办事处、10个镇、5个乡：
北城街道、南城街道、环城街道、吉舒街道、铁东街道、白旗镇、朝阳镇、开原镇、上营镇、水曲柳镇、平安镇、法特镇、溪河镇、小城镇、金马镇、七里乡、莲花乡、亮甲山乡、天德乡和新安乡。

## 人口
根据第七次人口普查数据显示：舒兰市常住人口为406744人，城镇化率为43.44%，常住人口户数为17.033万户。

## 地理

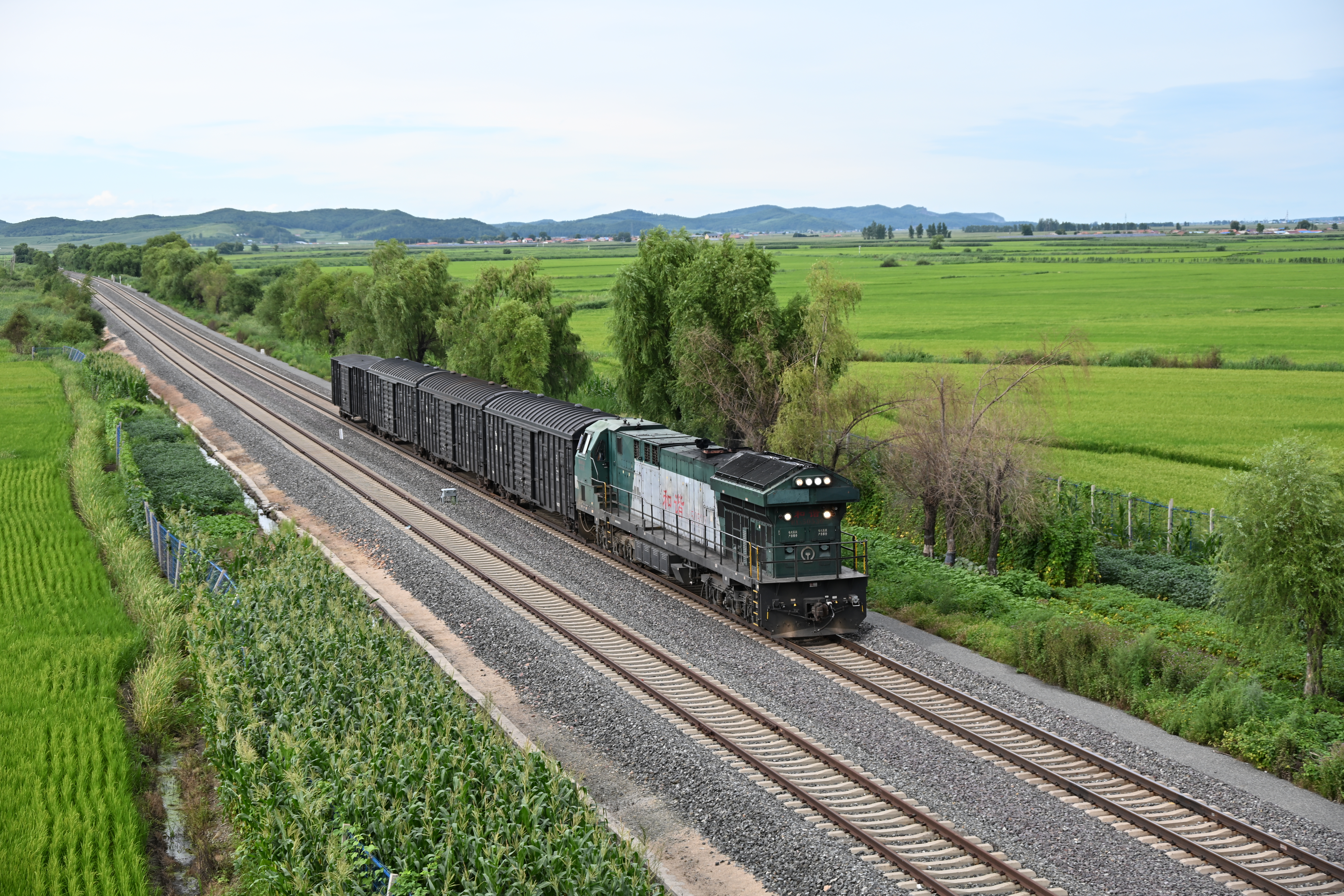
舒兰环城街道陶舒铁路和拉滨铁路

舒兰市位于长白山区向松辽平原过渡地带，自然环境优越，地貌类型复杂，是吉林省重要的农业、林业、畜牧业、渔业及工矿区，是能源、特产、渔业、旅游综合性开发和建立良好生态环境的重要生态经济区。一般海拔170到220米，年均气温4.3摄氏度，年均降雨683毫米，相对湿度69%，年无霜期140天，年有霜期225天，主导风向南风频率19%，南西南风频率13%。耕地集中，土地肥沃，适宜水稻、旱粮耕作。土壤有明显的带状和垂直分布特征。植物属于长白山植物区系，植被区划属于温带针阔混交林区域的长白山红松、杉、冷杉针阔混交林区。
舒兰市水资源总量10.91亿立方米，其中地表水10.83亿立方米，地下水2.32亿立方米，重复利用量2.24亿立方米。林地面积238021公顷，森林蓄积量3千万立方米，森林覆盖率52.3%，主要树种有红松、水曲柳、椴树、胡桃楸、柞树等。市内野生动物十分丰富，一级国家重点保护的野生动物有紫貂、虎（活动区）、东方白鹳、黑鹳；二级国家重点保护的野生动物有黑熊、黄喉貂、猞猁、马鹿、鹰类、隼类、天鹅、白鹤、花尾榛鸡，分布的国家保护的有益的或者有重要经济、科学研究价值的陆生野生动物合计318种。市内地被植物以蕨类、山茄子、苔草、嵩类为主，藤本植物有山葡萄、五味子、软枣猕猴桃等，野生菌类资源有猴头菇、木耳、灵芝、猪苓、榛蘑、元蘑、榆黄蘑等。不可再生资源有煤炭、钼、球粘土、玄武岩、花岗岩、矿泉水，其中煤炭探明基础储量2.11亿吨，是国家重要煤炭生产基地之一。
2018年末，舒兰市户籍总人口为60.8万人，其中城镇人口16.9万人；男性人口为31.0万人，女性人口为29.8万人。舒兰市城镇居民人均可支配收入为22808元人民币，农村居民人均可支配收入为13980元人民币。

## 旅游
舒兰市已建有4个国家AA级旅游风景区：舒兰森林公园旅游景区、凤凰山旅游景区、大秃顶子旅游景区、二合雪乡景区。旅游企业有4家漂流旅游企业、2处滑雪场、10家旅行社营业部。